# Viškovci
Viškovci (maďarsky Viskolc) jsou vesnice a správní středisko stejnojmenné opčiny v Chorvatsku v Osijecko-baranjské župě. Nachází se v blízkosti umělého jezera Jošava, asi 5 km severovýchodně od Đakova a asi 34 km jihozápadně od Osijeku. V roce 2011 žilo ve Viškovcích 1 144 obyvatel, v celé opčině pak 1 906 obyvatel.
Součástí opčiny jsou celkem tři trvale obydlené vesnice.
- Forkuševci – 468 obyvatel
- Viškovci – 1 144 obyvatel
- Vučevci – 294 obyvatel

Opčinou procházejí župní silnice Ž4130 a Ž4131.